# Punta Bes
La punta Bes è una montagna di 3.177 m s.l.m. nelle Alpi Graie (e più in dettaglio nelle Alpi della Grande Sassière e del Rutor). 

## Caratteristiche
La montagna si trova al confine tra Piemonte e Valle d'Aosta, sullo spartiacque tra la Valle dell'Orco e la Valsavarenche, quest’ultima tributaria dalla Dora Baltea. Il crinale si origina dalla Punta Leynir e dopo una insellatura a quota 3.112 m risale alla vicina Punta Bes per poi scendere verso il Colle del Nivolet.

## Salita alla vetta
Si può salire sulla vetta partendo dal Colle del Nivolet; la difficoltà escursionistica della salita è data come EE. Assieme alla Punta Bes viene in genere salita anche la Punta Leynir.

## Punti di appoggio
- Rifugio città di Chivasso - 2.604 m
- Rifugio Albergo Savoia - 2.534 m

## Protezione della natura
La Punta Bes fa parte del Parco Nazionale del Gran Paradiso.